# 토미 리 존스
토미 리 존스(Tommy Lee Jones, 1946년 9월 15일~)는 미국의 배우이자 영화 감독이다. 《도망자》,《도망자 2》의 연방보안관 〈새뮤얼 제라드〉,《배트맨 포에버》의 악역〈투페이스〉,《언더씨즈》의 테러리스트 〈윌리엄 스트라닉스〉,《맨 인 블랙》의 요원 K,《머나먼 대서부》의 서부 경찰관 〈우드로 F. 콜〉,《노인을 위한 나라는 없다》의 〈에드 톰 벨〉,《즐거운 경찰》의 텍사스 보안관,《멜키아데스 에스트라다의 세 번의 장례식》의 〈피트 퍼킨스〉, 《프레리 홈 컴패니언》의 크루넷 , 《볼케이노》의 마이크 로크 , 《의뢰인》의 폴 트리그 역으로 잘 알려져 있다. 존스는 또한 사업가 하워드 휴스, 사형당한 살인자 개리 길모어, 야구선수 타이 콥 같은 실제 인물을 연기하였다.

## 출연 작품
- 스페이스 카우보이 - 호크 호킨스 역
- 룰스 오브 인게이지먼트 - Cd. 헤이스 호지 호지스 역
- 아파치 - 브래드 리틀 역
- 의뢰인 - 지방검사 로이 폴트리그 역
- 맨 인 블랙 - 요원 K 역
- 볼케이노 - 마이크 록 역
- 하늘과 땅 - 스티브 버틀러 역
- 도망자2
- 분노의 폭발 - 라이언 게리티 역
- 배트맨 포에버 - 투페이스 / 하비 던트 역
- 메카닉: 리크루트 - 아담스 역
- 카드로 만든 집
- 위험한 패밀리 - 로버트 스탠스필드 역
- JFK - 클레이 쇼 역
- 저스트 겟팅 스타티드 - 레오 역
- 애드 아스트라 - 클리포드 맥브라이드 역
- 원더 - 지미 클리츠 역
- 컴백 트레일 - 듀크 몬태나 역

## 수상 경력
- 1983년 제35회 에미상 TV영화/미니시리즈부문 남우주연상
- 1993년 캔자스시티비평가협회상 남우조연상
- 1993년 남동부비평가협회상 남우조연상
- 1994년 제19회 LA비평가협회상 남우조연상
- 1994년 제51회 골든글로브시상식 남우조연상
- 1994년 제66회 아카데미시상식 남우조연상
- 1994년 제3회 MTV영화제 최고의 스크린듀오상
- 2005년 제32회 겐트영화제 그랑프리상
- 2005년 제58회 칸 영화제 남우주연상
- 2008년 제23회 산타바바라국제영화제 아메리칸 리비에라상
- 2012년 제60회 산세바스찬국제영화제 평생공로상
- 2012년 뉴욕온라인비평가협회상 남우조연상
- 2012년 라스베가스비평가협회상 남우조연상
- 2012년 댈러스-포트워스비평가협회상 남우조연상
- 2012년 네바다비평가협회상 남우조연상
- 2013년 휴스턴비평가협회상 남우조연상
- 2013년 루와비평가협회상 남우조연상
- 2013년 제19회 미국배우조합상 영화부문 남우조연상
- 2013년 주피터어워즈 외국남자배우상